# Даниел Пеев (волейболист)
Вижте пояснителната страница за други личности с името Даниел Пеев.
Даниел Пеев е български волейболист на пост либеро.
Играл е за ВК „Добруджа“, ВК „ЦСКА Роял Кейк“, ВК „Левски Сиконко“, ВК „Лукойл Нефтохимик“. Висок е 192 см, тежи 85 kg, височината на атаката му е 325 см, а на блока — 310 см. Взема участие в състава, с който на Световното първенство по волейбол през 2006 г. България достига до третото място.

## Треньор
След отказването си от активна състезателна дейност за няколко сезона е помощник-треньор в ЦСКА, а от 2012 година е старши треньор на Нефтохимик 2010 (Бургас). 